# Herbert Morris
Herbert Roger Morris (* 16. Juli 1915 in Seattle; † 22. Juli 2009 in Maple Valley) war ein US-amerikanischer Ruderer.
Morris wuchs in Fremont, Seattle auf. Er studierte an der University of Washington und gehörte dort der Rudermannschaft der Universität an. 1936 nahm er an den Olympischen Sommerspielen in Berlin teil und gewann zusammen mit Charles Day, Gordon Adam, John White, Jim McMillin, George Hunt, Joseph Rantz, Donald Hume und Robert Moch eine Goldmedaille im Achter.
Nach Beendigung seines Studiums war er als Maschinenbauingenieur tätig.